# Eastvale, Kalifornien
Eastvale är en stad (city) i Riverside County, i delstaten Kalifornien, USA. Enligt United States Census Bureau har staden en folkmängd på 54 930 invånare (2011) och en landarea på 29,5 km².